# Csoma család (zágoni és kőrösi)
A zágoni és kőrösi Csoma család egy erdélyi, Orbaiszék területén kiterjedt református székely lófő család. Leghíresebb tagja Kőrösi Csoma Sándor, így a családra is főként az ő alakjával foglalkozó szakirodalomban találhatóak említések. A család eredete és megítélése máig vita tárgyát képezi.

## A család eredete
Pálmay József a család törzsének a gelencei Csoma családot tekinti, akik közül gelencei Csoma Miklós Báthory Istvántól 1576-ban nyert nemességet és címeradományt. Később Szilágyi László mutatott rá Kőrösi Csoma Sándor családjának addig ismeretlen zágoni eredetére. Szilágyi hangsúlyozza a székely rendi jegyzőkönyvek jelentőségét, amelyek arról tanúskodnak, hogy Csoma Balázs Zágonban született és a 17. század második felében költözött át két fiával a közeli Kőrösre. Újabb kutatások rávilágítottak arra, hogy az érdemszerző gelencei Csoma Miklóssal egyidőben Zágonban is éltek Csoma nevű személyek, így a vélhetően közös felmenőkkel rendelkező család már a 16. században két ágon élt. A zágoni Csoma család első okleveles említése 1562-ből származik, amikor a zágoni székelyek és a brassói szászok közötti perben találjuk Csoma Istvánt és Csoma Menyhértet.

## Zágoni Csoma család

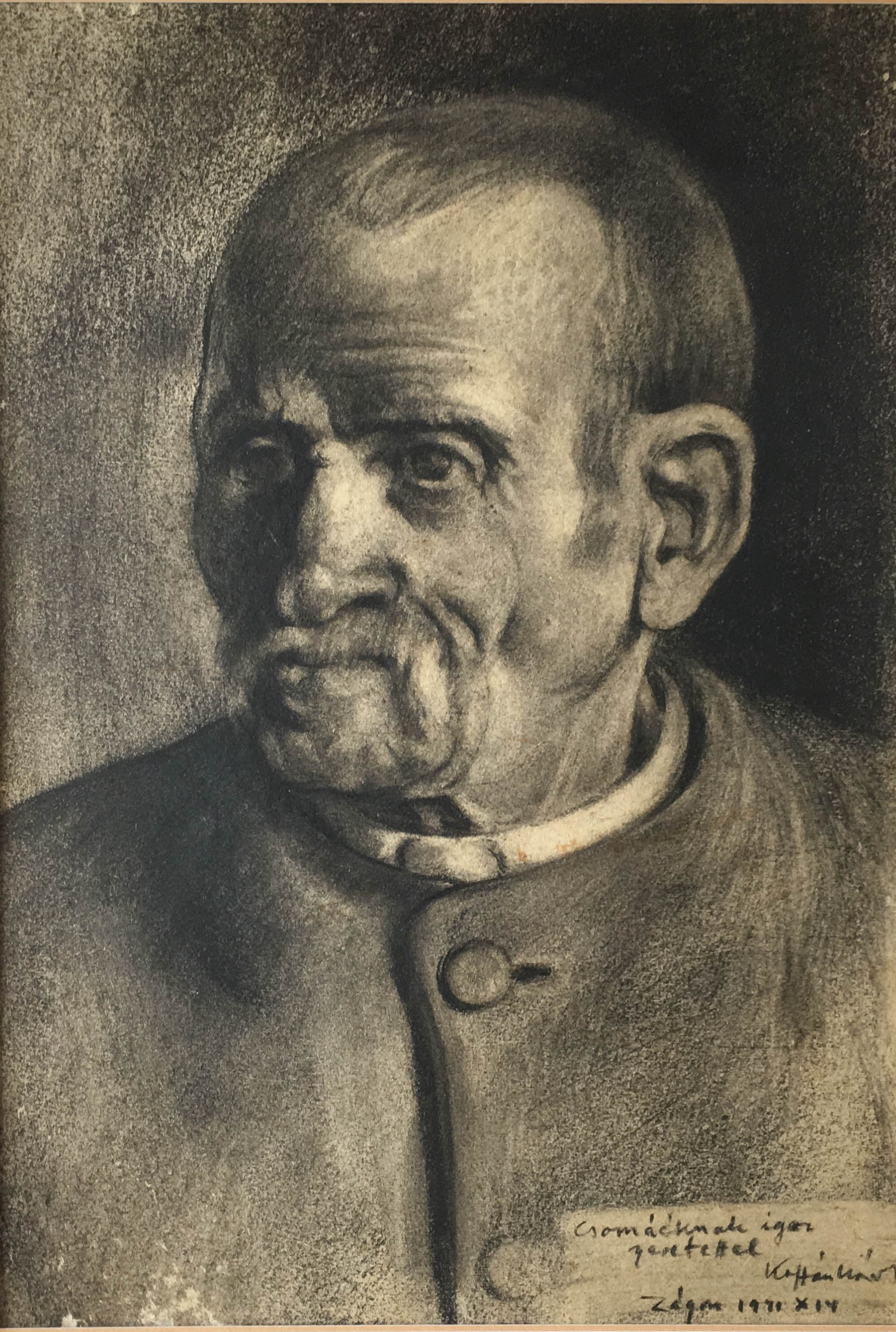
Csoma Ferenc (1870–1945) ny. pénzügyőr. Koffán Károly szénrajza.

Az 1602-ben készült Basta-féle katonai összeíráson Zágonban Csoma Máté, Csoma András, Csoma Keresztes, Csoma Bálint és Csoma Dávid szabad székelyek. 1614-ben újabb népösszeírásra került sor, a katonarendűek mellett a szolgálónépet is összeírták. Zágonban Csoma István, Csoma Jakab, Csoma Mihály és Csoma Keresztes gyalogpuskások; Csoma Máté, Csoma Péter és Csoma Gergely szabad székelyek; Csoma András, Csoma Péter, Csoma Antal, Csoma János, Csoma Mihály, Csoma Miklós, Csoma István és id. Csoma Mihály jobbágyok.
1635-ben Zágonban a régi gyalog katonák között szerepel az obsitos Csoma Dávid, az ő fia, a szintén obsitos Csoma János és ennek fia a négyéves Balázs. Ugyancsak régi gyalog katona Csoma Máté, ennek fia Ferenc, Ferenc fia Mihály. Ugyanitt szerepel még a családból Csoma Jakab, Csoma Péter, az obsitos Csoma Keresztes András nevű fiával, valamint az obsitos Csoma János. Csoma Györgyné és Csoma Gergelyné katonaözvegyek. Az ún. visszaállítottak (recuperatii) között Csoma Péter, Csoma János és Csoma Jakab özvegye szerepelnek.

A család egyik ága a század közepén a lófőrendbe emelkedett. 1683-ban Csoma György három fiával gyalog katonák, Csoma András fia, Csoma György egy fiával, valamint Csoma János két fiával lófők.

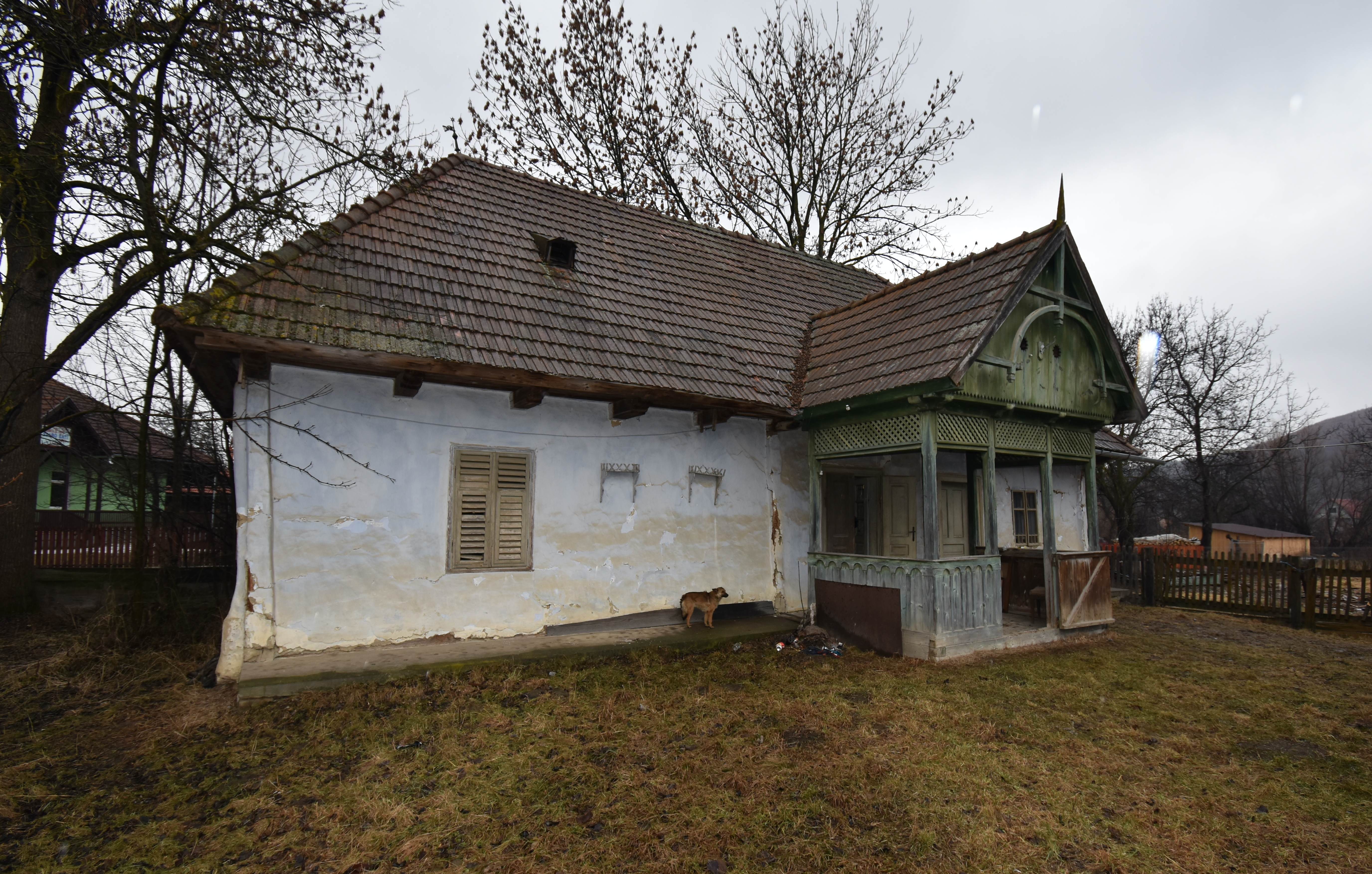
Lófő Csoma József református egyházi fő megyebíró által 1816-ban építtetett lakóház Zágonban.

1713-ban zágoni Csoma András és János lófőkként, Csoma István és Csoma Máté gyalog puskásokként esküdnek császári hűségre.
1721–22-ben Zágonban Csoma István és Csoma András lófők, Csoma Márton, Csoma Péter, Csoma András, id. Csoma István, Csoma István, Csoma Dávid, Csoma Ferenc és özvegy Csoma Jánosné jobbágyok.
1750-ben zágoni Csoma János, idősebb és ifjabb Csoma István, valamint idősebb és ifjabb Csoma András szerepelnek az adóösszeírásban.
A 18. században idősebb Csoma István két fia, János és ifjabb István képviselik a zágoni lófő-ágat. Csoma János összekülönbözött apjával és kivált a családból. 
Csoma István leszármazási táblázata:
- A1. Csoma István (házastárs: Jánó Borbála)
  - B1. Csoma András (házastárs: Albu Anna)
    - C1. Csoma I. Klára (házastárs: Jakó Elek, főhadnagy)[11]
      - D1. Jakó Karolina (házastárs: Mirtse Ferenc)[12]

  - B2. Csoma I. József (házastárs: Albu Zsuzsanna)
    - C2. Csoma I. Beta (házastárs: Antal Mihály)
    - C3. Csoma I. Ferenc (házastárs: Szigethi Rebeka)
      - D2. Csoma II. József (házastárs: Orbán Anna)
        - E1. Csoma II. Klára (házastárs: Zsidó László)
        - E2. Csoma Áron (házastárs: Barabás Ida)
          - F1. Csoma Ida (házastárs: Cseh Gyula)
          - F2. Csoma IV. Beta (házastárs: Demeter Albert)
          - F3. Csoma Mária (házastárs: Földes Sándor)
          - F4. Csoma Anna (házastárs: Mandel József)

        - E3. Csoma III. Beta (házastárs: Olosz Ferenc)
        - E4. Csoma Ignác

      - D3. Csoma II. Beta (házastárs: Molnár Imre*)
      - D4. Csoma I. Rozália (házastárs: Molnár Imre*)
      - D5. Csoma II. Ferenc (házastárs: Antal Zsuzsanna)
        - E5. Csoma III. Ferenc (házastárs: Tamás Rozália)
          - F5. Csoma Irma (házastárs: Jánó László)
          - F6. Csoma IV. Ferenc (házastárs: Antal Margit)
            - G1. Csoma V. Ferenc
            - G2. Csoma IV. József Csoma József (1950–2013) portréja, Nagy Anna, 1965, Zágon.

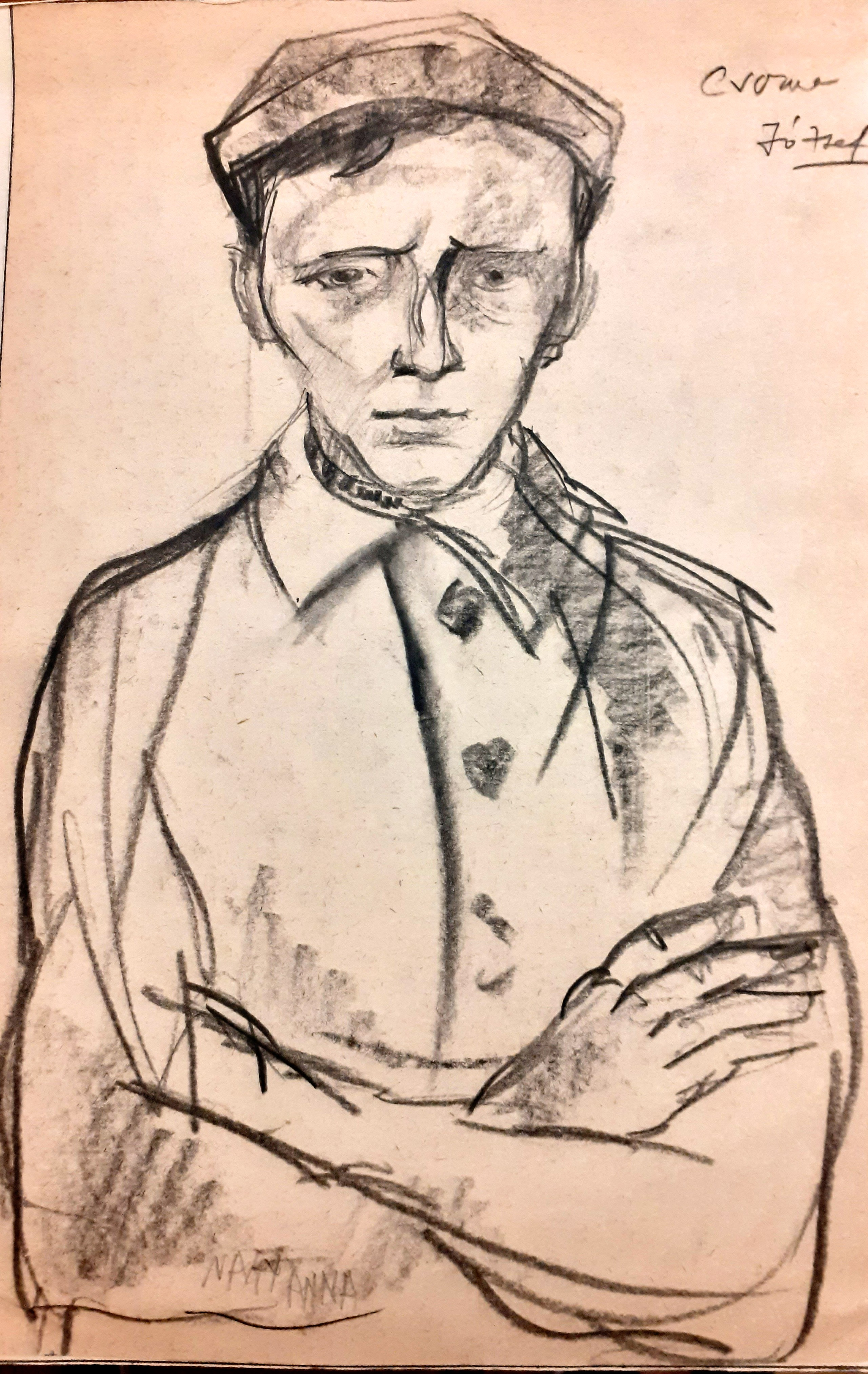
Csoma József (1950–2013) portréja, Nagy Anna, 1965, Zágon.

            - G3. Csoma Margit (házastárs: Baróti Jenő)

          - F7. Csoma II. Rozália (házastárs: Dima Mihály)

        - E6. Csoma III. József (házastárs: 1. Csorja Ida, 2. Zsidó Klára)
          - F8. Csoma III. Klára (házastárs: 1. Barabás Albert, 2. Antal Miklós)
          - F9. Csoma Ilona

        - E7. Csoma Sámuel (házastárs: Földes Berta)
          - F10. Csoma Gizella (házastárs: Kóréh Jenő)

Csoma I. József (1754–1839) előbb huszár határőr, majd 1813 és 1828 között a zágoni református egyházmegye bírója.
Csoma III. Ferenc (1870–1945) korábban Sósmezőn volt pénzügyőr, majd Zágonban községi végrehajtó és erdőőr. 1941-ben házánál látta vendégül a székelyföldi ösztöndíjas Koffán Károly budapesti grafikust, akivel később is baráti kapcsolatot ápoltak.

## Kőrösi Csoma család
Mint Szilágyi László rámutatott, a kőrösi Csoma család alapítója a Zágonban született lófő Csoma Balázs, aki két fiával 1683-ban Kőrösön lustrál. 

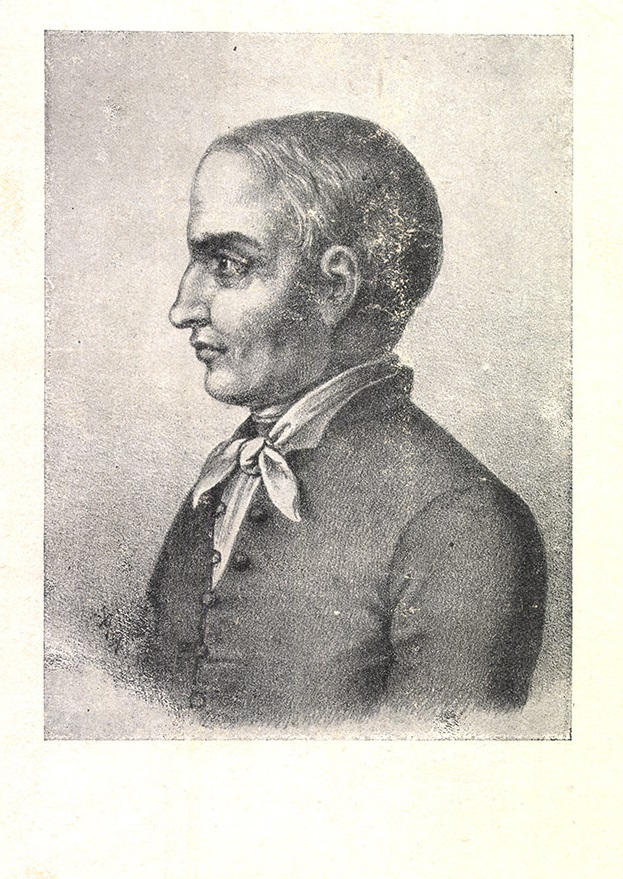
Kőrösi Csoma Sándor portréja, Rohn Alajos kőmetszete, 1846

1713-ban Kőrösön Csoma István lófő esküszik császári hűségre.
1721–22-ben özvegy Csoma Istvánné szerepel az adóösszeírásban.
1750-ben Kőrösön Csoma György, Csoma János, Csoma István és özvegy Csoma Zsigmondné írattak össze.

A kőrösi lófő Csoma család tagjai a határőr katonaság 1764-es felállítását követően gyalogkatonai szolgálatot teljesítettek. 

Kőrösi Csoma Sándor 1784-ben (ezt vitató források szerint 1787-ben, esetleg 1788-ban) született a gyalogkáplár Csoma András és Gecse Krisztina gyermekeként.
Kőrösi Csoma Sándor közelebbi családjának leírását a tudós hagyatéki tárgyalásán készítették el, amelyet Debreczy Sándor 1934-ben közölt.

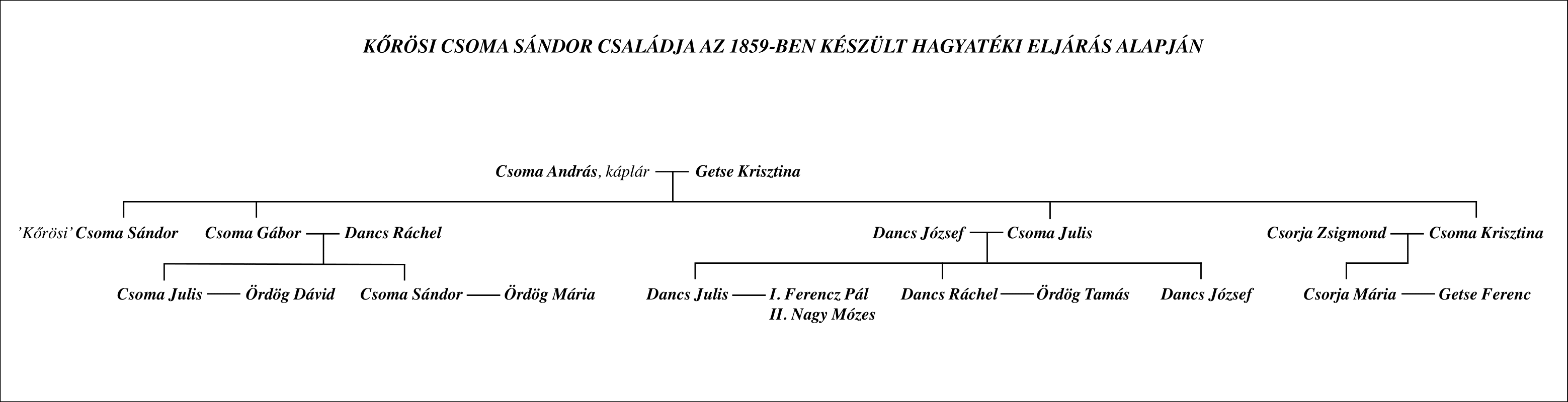
Kőrösi Csoma Sándor 1859-es családfája

## Tudományos viták a család körül

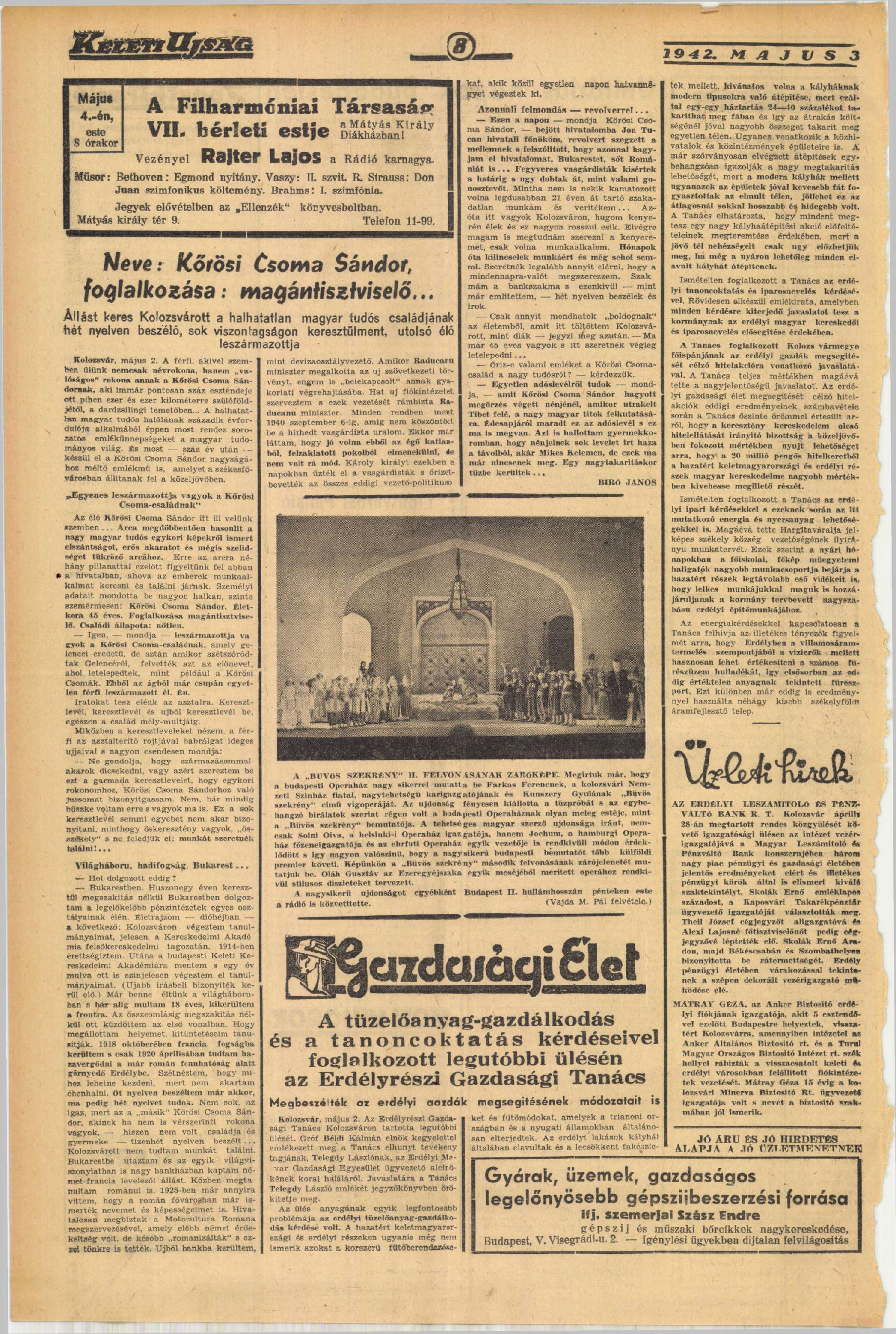
Interjú az állást kereső Kőrösi Csoma Sándorral

Kőrösi Csoma Sándor világhírűvé válását követően számos vita bontakozott ki a család eredetéről, társadalmi és vagyoni helyzetéről. Kezdetben még kőrösi Csoma Sándor családját is tévesen a Kőrösi családdal azonosították.
Gyakori álláspont, miszerint a kőrösi Csoma család szegény sorsú lett volna, ám újabb kutatások mind a zágoni-, mind a kőrösi ág esetében ezt megcáfolni látszanak.
A múlt században gyakorivá váltak a magukat Kőrösi Csoma Sándorral rokonító személyek megszólalásai a nyilvánosság előtt. Olyan is akadt közöttük, aki vélt vagy valós rokonságának bulvárosításával igyekezett magának munkát találni.
Mivel a Csoma név viszonylag gyakori az erdélyi magyar területeken, nehéz az ilyen eseteket felderíteni, és megfelelő dokumentáció hiányában aligha lehetséges igazolni.